# モップガール
『モップガール』は、加藤実秋の小説、およびこれを原作としたテレビドラマ。

## 小説
- 初出：『きらら』（2006年8月号 - 2007年4月号）
- 単行本：小学館刊（2007年9月13日発売）

本作は東宝およびSDPの企画提案をベースに、著者が“映像化用原作”としてタイトル・人物・設定等を考案、執筆した小説である。
“映像化用原作”についての詳細は、日経トレンディネット2007年11月3日付記事に詳しいので別途参照されたい。

### 内容
事件・事故現場などのワケあり物件も大歓迎という清掃会社『クリーニングサービス宝船』に勤める桃子が、不定期で発症する突発性難聴の最中に事件・事故現場の掃除などをすることによって、死者が残した念やメッセージを体の特殊な異変（各話によって違う）という形で感じ取り、その異変から逃れるため、同僚と共に真相究明に当たってゆく。

### 登場人物
長谷川桃子
本作の主人公。21歳。自分の可能性を見つけるために勤めていた会社を辞め、フリーターをしていた。『クリーニングサービス宝船』で面接をした際、事件現場の清掃という仕事を聞かされていなかったため一時は辞めようと息巻いていたが大友の挑発を受け『クリーニングサービス宝船』で働くことに。幼少の頃から時々左耳のみ音が聞こえなくなる原因不明の難聴に襲われることがあり私生活に影響は無かったが、難聴時に事件現場の清掃に携わったときにのみに死者の念を体に謎の異変で感じ取るようになる。無類の時代劇ファン。
大友翔
『クリーニングサービス宝船』の従業員。24歳。初対面の桃子に対して辛辣な言葉を浴びせ、桃子が辞意を撤回する一因を作った人物。無感情・無愛想で、遅刻早退無断欠勤の三冠王とも言われている。頭の回転が速く、つっけんどんな態度ながらも桃子が異変の原因を突き止める上で重要な役割を果たす。
大河内重男
『クリーニングサービス宝船』の従業員で清掃部門の現場責任者。その傍ら暴走族時代の総長が旗揚げした『演劇劇団 魂達（ソウルズ）』の劇団員でもある。28歳。陽気な性格で『クリーニングサービス宝船』のムードメーカー的存在。舞台の公演が決まり役を貰った際は、役作りの一環として、日常でもその役になりきって生活している。

## テレビドラマ
2007年10月12日から12月14日まで毎週金曜日23:15 - 翌0:10に、テレビ朝日系の「金曜ナイトドラマ」枠で放送された。北川景子が連続ドラマで初主演を務めた作品である。

### 内容
葬儀屋に勤める桃子が、遺品に触れると時間を遡る「タイムリープ」という能力を身につけ、上司の大友と共に、死ぬ運命にある者を死から未然に救っていく。

### キャスト

#### リトル・エンジェルズ
長谷川桃子
演 - 北川景子 （12年前/少女時代：美山加恋）
本作の主人公。「エンジェルライフコミュニケーション」でウェディングプランナーの仕事をしていたが、数々のドジによる失敗で結婚式を台無しにしたために会社のみならず新郎新婦や参列者の怒りを買い、葬儀部門の会社「リトル・エンジェルズ」の特殊清掃課に異動という形で左遷させられる。遺品に触れることで過去に遡る能力“タイムリープ”を身につけてから、その能力に戸惑いながらも死ぬ運命にある人を助けるために奔走する。過去に遡る時は葉月涼子にバイク事故から助けられた時と同様の耳鳴りが起きるのが特徴で、遡った後起き上がる時「もげッ!!」と言う。
目の前のことを放っておくことの出来ない、おせっかい焼きだがドジで鈍臭く、性格は抜けたところがある天然ボケ。言い間違いや聞き間違いが多く、第3話では「汚職事件」を「お食事券」と勘違いし、大友から「アホの天然記念物」と揶揄される。言葉や物事を知らないところがあり、いわゆる非常識。目の前の人が死ぬのを救おうと奔走するため、仕事をサボったり遅刻が多い。大友やその他登場人物から罵倒されたり、ドツかれることもしばしばで女性としての扱いを受けていない。筋肉フェチで、体格がいい男性が好み。携帯には大友の番号を「外人まにあ」と登録している。住んでいるアパートは「矢場荘（やばそう）」。
大友将太郎
演 - 谷原章介
桃子の上司。仕事上付き合いの多い横内警部補にはごまをする一方、桃子に対しては口が悪く厳しい態度で接する。タイムリープした桃子に巻き込まれ、死ぬ運命にある人を助けるために奔走する桃子のサポートをする。実質桃子の相棒的存在であり、天然発言を繰り出す桃子のツッコミ役でもある。趣味は金額の入っていない領収書を集めること。外人の女性が好みのタイプで、桃子にはそれを餌に協力させられることが多い。フランス語やイタリア語を始めとした外国語を操ることができる。頭の回転は速く、情報収集能力に長けているが運動は苦手なためてんで役に立たないこともある。それでも幾度か桃子の窮地を救っている。携帯には桃子の番号を「ウザ桃」と登録している。朗には「将先輩」と呼ばれている。
若山朗
演 - 高岡蒼甫
「リトル・エンジェルズ」の社員。元暴走族の特攻隊長。高校卒業後に職にあぶれ、ヤケになってヤクザの喧嘩に巻き込まれたところをリトル・エンジェルズの社長である東に拾われた。体育会系な性格で、大友同様に桃子に厳しく接する。環に好意を寄せている。3度の離婚歴がありながらひたむきに生きる未樹に一目置いている（公式HP『リトル・エンジェルズ』のインタビュー参照）。
中村環
演 - 渡辺夏菜
「リトル・エンジェルズ」のアルバイトで、東の姪の女子高生。落ち着いた性格のしっかり者。
片岡未樹
演 - 池津祥子
「リトル・エンジェルズ」経理担当。仕事をしている時は地味なお局風の女性だが、バブル全盛期を生きた女性で、言動や今時ボディコン服（未樹によれば彼女の普段着）で通勤するなど未だにバブル時代の感覚が抜け切れていないところがある。家では常に素っ裸（第5話）。3度の離婚歴あり。実は女優志望で、第6話で桃子に誘われたことにして年齢を22歳と偽り桃子と共にドラマ「荒海のバイキング」オーディションを受けムーンウォークを披露するも不合格。その際に過去に投稿雑誌にセクシーポーズを取った写真が掲載されたことを桃子に告白した（目線入り。2番目の夫が投稿マニアだったため）。大食家でもある。かつては坊主頭だった（第8話）。
東重男
演 - 佐藤二朗
「リトル・エンジェルズ」社長。温厚な性格で、不器用な人に対しては優しく接している。社員には東に世話になっている者も多いためか多大な信頼を集めている。

#### その他
大河内日奈
演 - 浅見れいな
出版社の契約社員で桃子の親友。買い物好きで、1話で作家の原稿を無くしたり、3話では浪費癖が原因で家賃が払えず桃子の家に身を寄せたりと趣味が災いしている節も見られる。事ある度に桃子に泣きついてグチる。
横内淳
演 - マギー
刑事。階級は「警部補」だが、仕事の関係上、大友から「警部」と煽てられている（桃子は「警部補」と呼ぶが、その度に大友にドツかれる。第7話では朗に足を踏まれる）。桃子と会うたび桃子の特徴（「編み物が得意でしょう？」など）を言い当てようとするが必ず「違います」と言われ外している。
里見麗子
演 - 花形綾沙
横内とコンビを組む刑事。横内よりも若いが階級は同じ警部補。どこまでもクールで、笑み一つこぼさない。常時ノートパソコンを所持。
謎の女性（葉月涼子）
演 - 堀まゆみ
12年前に交通事故に遭いそうになった桃子をバイクからかばい死亡した女性。時を遡る能力は元々は彼女が持っていた物であり、死ぬ直前に桃子に大丈夫と言葉を残した時に能力も桃子に受け継がれた。実は、大友の当時の恋人だった。
長谷川隆冶
演 - 本田博太郎
桃子の父で、長谷川ウィリアムズ記念総合病院の院長を務める。ウェディングプランナーを目指すべく家を飛び出した桃子を心配している。かなりの天然ボケであり、子供である桃子と圭吾にまで遺伝している。12年前に涼子が事故で病院に運ばれた時に大友と対面しており、その事を両者共に終盤で思い出すが、桃子によって改変されたため、最後まで思い出すことはなかった。
長谷川圭吾
演 - 林泰文
桃子の兄で、父の病院に勤める医師。父からの遺伝ゆえか、桃子ならびに父同様かなりの天然ボケの持ち主。ベジタリアン。

#### ゲスト

##### 第1話
平松琢巳
演 - 小倉久寛
高校教師（桃子の担任）。息子の借金返済のために銀行強盗を起こし、警官に撃たれて死亡する。桃子にとっては、自分の個性に悩んでいた頃に励ましてくれた恩師でもあり、卒業後も交流があった。
草場秋雄
演 - 菅原大吉
桃子の上司。桃子に「リトル・エンジェルズ」への異動を命じた。

##### 第2話
城之内綾乃
演 - 酒井彩名
大商社の創業者を父に持つ人気セレブモデル。高飛車な性格で独占欲が強い。青酸カリ入りのチョコを食べたことにより死亡する。
本宮和彦
演 - 西村清孝
綾乃の婚約者（逆玉婚）。34歳の若さで綾乃の父が経営する会社の社長に就任。
清島徹
演 - 浜田学
「長谷川ウィリアムズ記念総合病院」に出入りしているフラワーアーティスト。桃子を唸らせるほどの筋肉の持ち主。
神林幸弘
演 - 松田賢二
綾乃の使用人。日々綾乃から理不尽に虐げられていた。

##### 第3話
根岸小百合
演 - 宝生舞
汚職疑惑の渦中の女性議員。福祉問題に取り組んでおり、人当たりの良さから支援者が多い。釈明会見中に頭上に落ちた照明により死亡する。
平島佳代
演 - 小西美帆
小百合の秘書。小百合とは高校時代からの親友。
西園寺蘭子
演 - 片桐はいり
女性議員。通称「都議会の女帝」。小百合とは険悪。照明に施した仕掛けを持っていたため、第1容疑者となる。
藤井龍平
演 - 上杉祥三
国会議員。小百合と同じ福祉を担当。小百合を擁護しているが、実際は汚職行為を行った張本人。しかも小百合と蘭子に二股を掛けている。

##### 第4話
塚田浩平
演 - 坂本真
ストーカー殺人の容疑者。職業はライトノベル作家。付回していた真理を殺した後に自殺した、と見られているが…。
品川真理
演 - 小出早織
ストーカー殺人の被害者。メイド喫茶で働いていた。塚田から執拗に付回されていた。
江本弘樹
演 - 泉政行
真理の恋人。
塚田初子
演 - 山口美也子
塚田の母。

##### 第5話
大津和明
演 - 橋本さとし
たった一人で活動している葬儀コーディネーター。ラッパーのような風貌・振舞い。東とは幼い頃からライバル関係で、対峙した倉庫で何者かに殺害される。ビジネスホテルを転々としており、いつかラスベガスで葬祭ビジネスを興そうとしている。
篠田健介
演 - 北村栄基
若手の葬儀コーディネーター。東に面倒を見てもらっていた。
水島楓
演 - 三国由奈
東と大津の幼馴染。15年前、持病が原因で亡くなった。彼女の遺骨の扱いを巡る争いが起き、東と大津は絶縁状態になった。
棚橋弘至
バッティングセンターにて、たまたま来ていた桃子と出くわした。
美濃部達吉
演 - 石井愃一
駅前のお好み焼屋のオヤジさん。事件の発見者。

##### 第6話
安住明日香
演 - 佐藤仁美
小劇団出身の売れない元グラビアアイドル。気性が激しい反面、熱い女優魂を持っているが、事務所の意向でグラビアアイドルとしては行き詰まっていた。人が右側に寄るのが大嫌い。ドラマのオーディション会場で桃子と居合わせ、最近都市伝説で流行している鎌男に殺害される。
結城仁
演 - 松澤一之
明日香を手塩にかけて育ててきたマネージャー。常に明日香を気にかけ、明日香が表舞台に立つためには何でもすると強い意思を持っている。
島岡マコト
演 - 山本剛史
鎌男の犯行現場を何度もスクープしているゴシップカメラマン。掴んだゴシップで対象をせびる守銭奴。ルーマニア人の彼女と同棲している。
元はグラビアアイドル専門だった。
警備員
演 - でんでん
明日香が襲われることになる駐車場をパトロールし、最近出没する女痴漢を警戒している警備員。
マンション住人
演 - 見栄晴
島岡が住むマンションの住人。しきりに何かの勉強に励んでいる。

##### 第7話
沖須美子
演 - 猫背椿
有望台高校保健教師。「メンゴ」が口癖。やや古臭いところがあるが、誰にも分け隔てなく接する気さくな性格。密かにヒカルに恋心を抱いている。
尾関ヒカル
演 - 山口翔悟
有望台高校イケメン高校生グループ「トリプルスター」ナンバーワンで亜衣の彼氏。親は実力者。亜衣と付き合っていたが、次第に亜衣の傲慢さに耐えられなくなっていた。
佐伯亜衣
演 - 尾高杏奈
有望台高校に通う女子高生。童顔で小柄。正義感が強いと評判だが、素顔は高飛車かつ傲慢な性格で周囲の教師すらも見下していた。
小泉乙彦
演 - 村杉蝉之介
有望台高校化学教師。盗撮の疑いをかけられ、亜衣を殺害した嫌疑もかけられる。裏では亜衣や取り巻きに恐喝されていた。
国井ジュン
演 - 窪田正孝
「トリプルスター」二番手。いつもヒカルの引き立て役に回され、ヒカルに対しては嫌悪感を抱いている。
中塚レン
演 - 中江大樹
「トリプルスター」三番手。ジュン同様、ヒカルに嫌悪感を抱いている。

##### 第8話
早乙女愛次郎
演 - 加勢大周
文壇を代表する恋愛小説家。代表作は「そのときは彼女にグッバイ」。ナイフの収集家としても有名。「博覧強記の会」会員でもある。「六本木エリート殺人事件の真相（仮題）」にて新しい分野にチャレンジしようとしている。高血圧。
柚子原陽子
演 - 原史奈
早乙女の恋人。まだ出会って2か月だが早乙女からは「ミューズ（女神）」と惚れられている。
縄縛鬼介
演 - 蛭子能収
SM趣味の官能小説家。「博覧強記の会」会員。一時期、早乙女を居候させていたが、妻が早乙女と不倫したために家庭は崩壊した。
多賀城綾彦
演 - 六角慎司
ロリコン趣味のミステリー作家。雑誌「小学校2年」の愛読者。「博覧強記の会」会員。過去に早乙女に文学賞の受賞を妨害された。
轟可憐子
演 - 高久ちぐさ
レズビアン作家。「博覧強記の会」会員。陽子を愛しているが、桃子にもアプローチを掛けてきた。常に男口調なうえ、坊主頭を隠すために普段はカツラをつけている。代表作は「夢少女ジュリエット」。
花房大吉
演 - 矢柴俊博
早乙女の秘書。
田中健作
演 - 少路勇介
死刑囚。無実の罪で逮捕された。

##### 第9話
北濱一刀
演 - 葛山信吾
関東刀心会組長。腕と頭脳で裸一貫でのし上がってきた人物でその筋では有名。ルーク本郷に狙撃されて入院していた「長谷川ウィリアムズ記念総合病院」で以前から患っていた末期ガンが原因で死去。しかし彼には、かつての恋人とのある約束があった。
鈴井桜子
演 - 石田ひかり
北濱の高校時代の恋人。地主の娘。北濱とは身分違いの恋をしていて、両親の猛反対に遭い、駆け落ちに失敗して引き裂かれている。
相田夏雄
演 - 梨本謙次郎
北濱の側近。
ルーク本郷
演 - 螢雪次朗
北濱の命を狙う殺し屋。「新大久保のゴルゴ13」として謳われており、その評判通りにデューク東郷のような成りをしている。口癖は「チェックメイト」「俺の後ろに立つな」。普段はヅラを着用している。

##### 最終話
新藤雪弥
演 - 阿部力
ホストクラブ「DIOS」ナンバーワンのカリスマホスト。妻とは3年前に妻と死別しており、それ以来「リトル・エンジェルズ」とは懇意にしている。「DIOS」から独立することを計画している。
新藤つらら
演 - 奥山志紀
雪弥の娘。雪弥は「DIOS」のホスト達につららの存在を秘密にしているため、ホストに会った時には「雪弥おじさんの姪」と話す。桃子を見て「バカなおねえさん」と揶揄する。
堀込真土香
演 - 円城寺あや
年収20億円を誇る人材派遣会社「ウーマンドリーム」の女社長。雪弥に入れ込んでいる。
中根樹里
演 - 渡辺奈緒子
ナンバーワンのキャバクラ嬢。雪弥に入れ込んでいる。
流川礼斗
演 - 松永博史
「DIOS」のオーナー。雪弥の独立を認めていたが、株で大損したため、一転して独立話を撤回した。
ミツル
演 - 石井智也
「DIOS」のホスト。鉄板ネタは「一つ、二つ、ミツルです」だが、あまりのつまらなさに桃子と日奈に引かれてしまう。
望月太郎
演 - 皆川猿時
保険屋。婚約者が雪弥に入れ込んだことで婚約破棄されたため、雪弥を恨んでいる。

### スタッフ
- 脚本 - 真柴あずき（演劇集団キャラメルボックス）、荒井修子
- 音楽 - 吉川慶
- 演出 - 片山修・常廣丈太（テレビ朝日）・池辺安智
- 主題歌 - ERIKA「Destination Nowhere」（ソニー・ミュージックレコーズ）
- チーフプロデューサー -桑田潔（テレビ朝日）
- プロデューサー -中川慎子（テレビ朝日）、神戸明・佐藤善宏（東宝）
- ラインプロデューサー -壁谷梯之（泉放送制作）
- 制作協力 - 泉放送制作
- 制作 - テレビ朝日、東宝

### エピソードリスト
| 話数 | エピソードタイトル                   | 初回放送日     | メインゲスト    | 脚本       | 演出     | 視聴率 |
| --- | ------------------------------------ | -------------- | --------------- | ---------- | -------- | ------ |
| EP:1 | 葬儀会社の美少女は死体を救う         | 2007年10月12日 | 小倉久寛        | 真柴あずき | 片山修   | 10.2%  |
| 結婚会社に勤める長谷川桃子は結婚式で失態を犯し、関連会社の葬儀屋「リトル・エンジェルズ」に異動することに。そこで口が悪く厳しい上司の大友翔太郎の下で特殊清掃課に配属された桃子は、初仕事として銀行強盗が警官に射殺された現場の清掃に取り掛かる。だが射殺された強盗犯は桃子の高校時代の担任の平松だった。あまりの出来事に動揺する桃子だったが、遺品の家族の写真に触れたとたん、事件が起きる前の時間に遡ってしまった。事態を把握した桃子は平松の死を防ごうと奔走する。 |                                      |                |                 |            |          |        |
| EP:2 | セレブ花嫁は殺人がお好き!!           | 2007年10月19日 | 酒井彩名        | 荒井修子   | 片山修   | 10.7%  |
| 長谷川ウィリアムズ総合病院の遺体を引き取る仕事でドジを踏み、ブライダルショーを開く本社の手伝いに回された桃子。だがセレブモデルの綾乃が毒殺される事件に遭遇する。婚約者の本宮が有力容疑者と疑われる中、現場の清掃を頼まれた桃子は綾乃のブーケに触れてタイムリープする。桃子は綾乃の死を防ぐため大友を引き込んで本宮の身辺を尾行。そこで本宮が浮気をしていたこと、綾乃の周辺にストーカーがいたという情報を得る。 |                                      |                |                 |            |          |        |
| EP:3 | アイドル議員の秘密は蜜の味!?         | 2007年10月26日 | 宝生舞          | 荒井修子   | 常廣丈太 | 11.8%  |
| 亡くなった老人・小瀧の遺品整理を終えた頃、汚職事件の渦中にある議員・小百合が釈明会見中に照明が頭上に落下し死亡するという大惨事が起きた。小百合と対立する議員・西園寺が有力な容疑者とされる中、桃子らが現場の清掃を担当した夜、桃子は大友に現場に落ちた議員バッジを拾うよう指示され、現場に戻ることに。そこでバッジに触れて事件発生前の時間にタイムリープした桃子は大友を巻き込み、西園寺を止めようと彼女のいる料亭へ。だが桃子と大友が見たものは政界に渦巻く陰謀と愛憎模様だった。                                                                                          |                                      |                |                 |            |          |        |
| EP:4 | メイド桃子、秋葉原で愛を叫ぶ         | 2007年11月2日  | 小出早織 坂本真 | 真柴あずき | 常廣丈太 | 09.7%  |
| ストーカー殺人事件が発生し、被害者の女性・真理を殺して自らも命を絶ったストーカーとされる容疑者の塚田の遺体を引き取ることになった「リトル・エンジェルズ」の面々。報道陣に囲まれる喧騒の中で、塚田の母親の初子が持つチェスの駒を拾った桃子はそれを機に事件発生前の朝にタイムリープする。桃子は大友の力を借りて、何とか塚田に思いとどまらせようと奔走する。さらに桃子と大友が真理の周辺を探る内に意外な事実が明らかとなり…。 |                                      |                |                 |            |          |        |
| EP:5 | 容疑者・東社長の謎を追え!!           | 2007年11月9日  | 橋本さとし      | 荒井修子   | 片山修   | 09.8%  |
| 前回の事件のショックから立ち直れない桃子。そんな折、「リトル・エンジェルズ」に東のライバルの葬儀コーディネーター・大津が現れる。「リトル・エンジェルズ」の仕事を横取りしたと言う大津に対し、東は大津との対峙に臨む。だが2人で話し合った倉庫内で大津が殺害され、さらに現場周辺に居合わせたことや、凶器に指紋が残されていたことから東が警察に連行されてしまう。東の指示で大津の葬儀を引き受けることになり、大津の遺品である東が大事にしているのと同じ石にふれた桃子は、時間発生前にタイムリープする。東と大津に降りかかる事態を未然に防ごうと奔走する桃子は二人の因縁を知る。 |                                      |                |                 |            |          |        |
| EP:6 | グラビアアイドルの夢は夜ひらく!?     | 2007年11月16日 | 佐藤仁美        | 荒井修子   | 常廣丈太 | 10.6%  |
| 未樹に連れられ、ドラマのオーディションに参加した桃子。そこで女優志望の売れないアイドルの明日香に遭遇するが、その明日香は最近出没する都市伝説で話題の“鎌男”に殺害されてしまう。事件現場の清掃を任された桃子は、明日香が持っていた鈴に触れ、オーディションを受けた時間にタイムリープする。例のごとく大友を引き込んだ桃子は鎌男の事件に隠された真相を探ることに。 |                                      |                |                 |            |          |        |
| EP:7 | 覗かれた!?女教師の秘密の保健室       | 2007年11月23日 | 猫背椿          | 荒井修子   | 片山修   | 09.8%  |
| 桃子が遭遇した名門高校のイケメン高校生グループ「トリプルスター」。その「トリプルスター」のナンバーワン・ヒカルの彼女の亜衣が撲殺されてしまう。亜衣に盗撮の事実を知られた教師の小泉が容疑者として連行される中、亜衣のプリクラに触れた桃子は「トリプルスター」遭遇以前の時間にタイムリープし、小泉の凶行を止めるため大友と共に変装して学園内に潜入する。だが亜衣の素顔や亜衣を取り巻く人間関係から犯人候補が多数出現する。 |                                      |                |                 |            |          |        |
| EP:8 | 謎の変態作家集団!?殺意の宴へようこそ | 2007年11月30日 | 加勢大周        | 荒井修子   | 池辺安智 | 10.4%  |
| ひょんなことから人気恋愛作家の早乙女と知り合い、彼の開く脱稿パーティに招待された桃子と大友。だがパーティーの最中、早乙女が刺殺される事件が発生。現場に落ちていたパーカーが早乙女が所属していた「博覧強記の会」のものだったことから、容疑者がその会員達に絞られる中、早乙女のペンに触れ、早乙女と知り合う時間に戻った桃子は大友と強引にパーティーに出席する。そこで「博覧強記の会」のアクの強い作家達に振り回されながら、2人は会員達と早乙女の間にある因縁を把握するが、やがて事件の背景に早乙女が発表しようとした新作と2年前の殺人事件の存在が浮かび上がる。                |                                      |                |                 |            |          |        |
| EP:9 | 余命1日…ヤクザの20年愛！約束の地へ   | 2007年12月7日  | 葛山信吾        | 荒井修子   | 常廣丈太 | 09.2%  |
| 敵対する組との手打ち式の最中に殺し屋に襲われ入院したヤクザの組長・北濱の依頼で、葬儀の生前予約をするため北濱の入院する長谷川ウィリアムズ総合病院に赴いた桃子達。桃子は北濱から身の回りの世話を任されるが、北濱は末期の胃癌に犯されていた。その後北濱は体を押して恋人との約束を果たすために出向こうとするも、亡くなってしまう。北濱の持つ壊れた腕時計に触れて北濱が死ぬ前の時間に戻った桃子は、北濱の本懐を遂げさせようと大友と朗、圭吾を巻き込み、恋人と遭う約束の場所を目指す。だが桃子らの周辺では北濱の命を狙う殺し屋が桃子達に迫っていた…。                             |                                      |                |                 |            |          |        |
| EP:10 | 桃子死す…さよなら大友さん!           | 2007年12月14日 | 阿部力          | 荒井修子   | 常廣丈太 | 09.4%  |
| 「リトル・エンジェルズ」にNo.1 ホスト・雪弥が妻の三回忌のために訪ねてきた。日奈の取材に付き添いホストクラブ「DIOS」に通った桃子は、店内で雪弥を巡り激しいいざこざが起きているのを目撃する。そんな中、雪弥が何者かに刺されて死亡、さらに犯人を追いかけた桃子も犯人の凶刃に倒れ、意識不明の重体に陥ってしまう。皆が桃子の安否を見守る中、大友は自身の過去から桃子との接点に気づく。そして生死の境を彷徨う桃子だったが、雪弥の娘のつららに雪弥が大事にしていた御守りを握らされた時、雪弥と、そして桃子自身の命を掛けたタイムリープが始まった。                                 |                                      |                |                 |            |          |        |

- 平均視聴率 10.2%（視聴率はビデオリサーチ調べ、関東地区・世帯）

### 原作との相違点
主要キャラクターや勤務先等の設定が異なっている。
また、ヒロイン：長谷川桃子の持つ能力およびそれに基づくストーリーが大きく変更され、「ヒロインがタイムリープ能力によって死者を救う」設定となっている（原作は「ヒロインが死者が残した念やメッセージを感じ取る」設定）。その点に関して、アメリカのドラマ「トゥルー・コーリング」との類似性を指摘する声もある。
結果として、原作から引き継がれている部分は、事件後の業務に関わる零細な民間企業で若い女性主人公が特殊能力を発揮するという大枠と、若干名の登場人物の名前ぐらいとなっている。
| テレビ朝日系 金曜ナイトドラマ       | テレビ朝日系 金曜ナイトドラマ            | テレビ朝日系 金曜ナイトドラマ            |
| 前番組                              | 番組名                                   | 次番組                                   |
| ----------------------------------- | ---------------------------------------- | ---------------------------------------- |
| スシ王子! （2007.7.27 - 2007.9.14） | モップガール （2007.10.12 - 2007.12.14） | 未来講師めぐる （2008.1.11 - 2008.3.14） |